# ترخس متناسب
ترخس متناسب (الاسم العلمي:Trechus conformis) هو نوع من الحشرات يتبع جنس الترخس من فصيلة الخنافس الأرضية.